# Suippe
Die Suippe ist ein Fluss in Frankreich, der in den Regionen Grand Est und Hauts-de-France verläuft. Sie entspringt im Ort Somme-Suippe, entwässert generell in nordwestlicher Richtung und mündet nach rund 82 Kilometern bei Condé-sur-Suippe als linker Nebenfluss in die Aisne. Knapp vor der Mündung unterquert die Suippe den Canal latéral à l’Aisne. Auf ihrem Weg berührt sie die Départements Marne und Aisne.

## Einzugsgebiet
Der Fluss hat ein Einzugsgebiet von 837 km². Davon sind rund 2,5 % bebaut, knapp 83 % werden landwirtschaftlich genutzt und etwa 15,5 % des Einzugsgebietes bilden Wälder und naturnahe Gebiete. Der Anteil von Feuchtgebieten und Gewässerflächen ist verschwindend gering.

## Orte am Fluss
- Somme-Suippe
- Suippes
- Bétheniville
- Pontfaverger-Moronvilliers
- Warmeriville
- Bazancourt
- Boult-sur-Suippe
- Bourgogne
- Condé-sur-Suippe